# Pat Hurst
Pour les articles homonymes, voir Hurst.
Pat Hurst, née le 23 mai 1969 à San Leandro, Californie, est une golfeuse Américaine

## Biographie
Pour ses débuts sur le circuit américain de la LPGA, en 1995, elle obtient le titre de Rookie de l'année. Elle doit attendre 1997 pour obtenir son premier titre, avant de remporter un premier titre Majeurs avec le Kraft Nabisco Championship en 1998. Cette victoire contribue à lui assurer une place dans l'équipe américaine de Solheim Cup qui se déroule la même année. Cette édition est remportée par les États-Unis. Elle participera ensuite aux éditions de 2000, remportée par l'Europe, 2002, et 2005 de nouveau remportées par les États-Unis. Elle fait de nouveau partie de l'équipe américaine pour la Solheim Cup 2007.

## Palmarès

### Solheim Cup
- Vainqueur en 1998, 2002, 2005
- Participation en 2000

### LPGA Tour
- 1997 Oldsmobile Classic
- 1998 Kraft Nabisco Championship
- 2000 Electrolux USA Championship
- 2005 State Farm Classic
- 2006 Safeway Classic

### Compétitions par équipes
- Participation à la Coupe du monde de golf : 2006